# 聖塚・菖蒲塚古墳

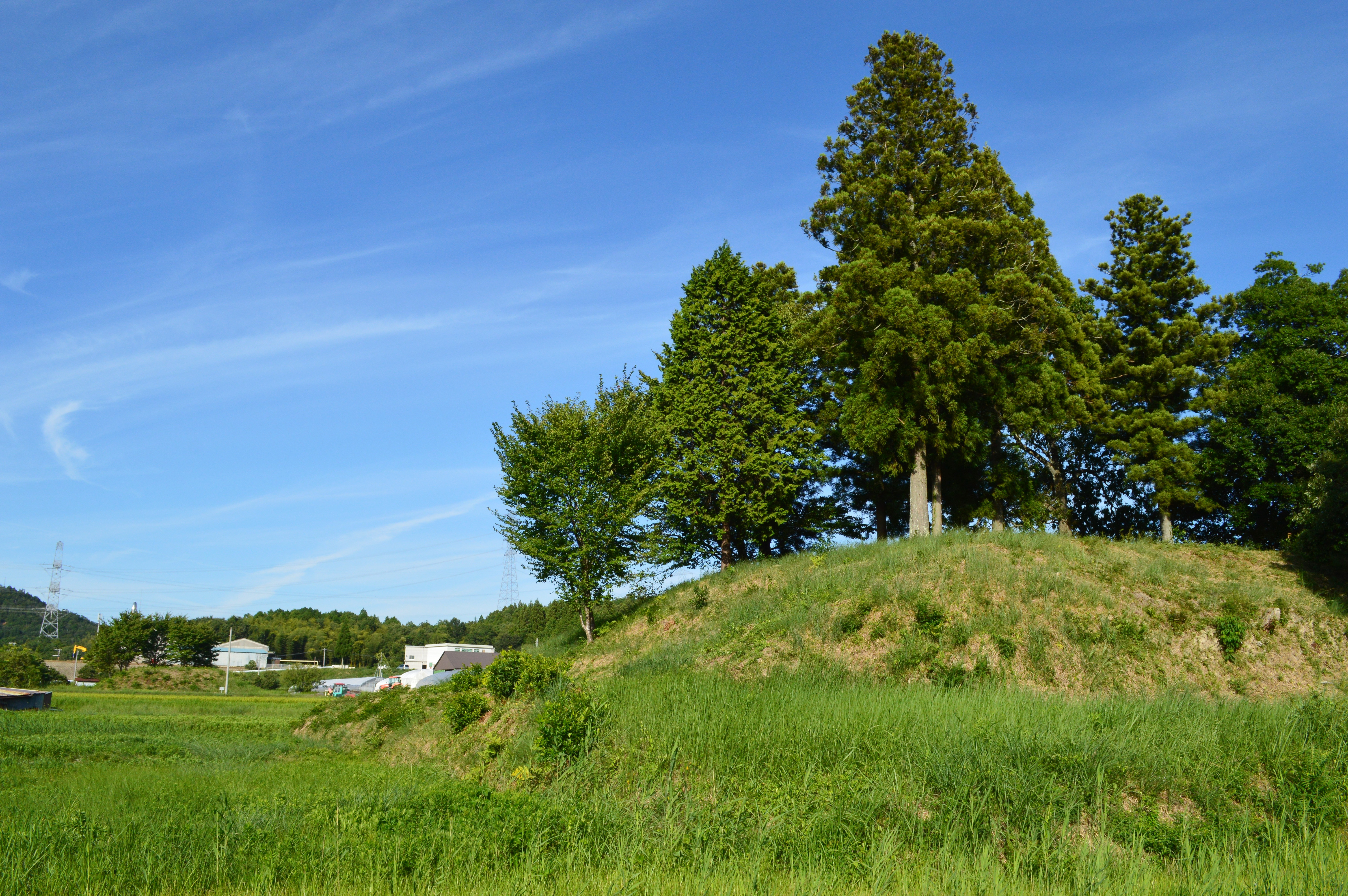
聖塚古墳（右）・菖蒲塚古墳（左奥）

聖塚古墳・菖蒲塚古墳（ひじりづかこふん・あやめづかこふん）は、京都府綾部市多田町にある2基の古墳。形状はいずれも方墳。合わせて国の史跡に指定されている。

## 概要
京都府中北部、由良川支流の八田川流域の小盆地（吉美盆地）の中央部において、約120メートル離れて築造された2基の古墳である。これまでに1891年（明治24年）に聖塚古墳において遺物出土のことがあったほか、1983年度（昭和58年度）に両古墳において試掘調査が実施されている。
2基はいずれも大型の方墳で、古墳時代中期の5世紀前半頃の築造と推定される。丹波地方では有数の規模の古墳であり、聖塚古墳は方墳としては全国的にも最大級の規模で、菖蒲塚古墳は特異な造出の形態を示す。また畿内的要素を伴うとともに丹波地方で伝統的な墳形（方形）を採用する点でも特色を示し、両古墳を築造した当時の由良川中流域の首長と畿内ヤマト王権との関係を考察するうえで重要視される古墳になる。
聖塚古墳・菖蒲塚古墳の古墳域は1992年（平成4年）に国の史跡に指定されている。

## 遺跡歴
- 1891年（明治24年）、聖塚古墳において大量の遺物出土[1]。
- 1919年（大正8年）、梅原末治による報告[3]。
- 1983年度（昭和58年度）、圃場整備事業に伴う試掘調査（綾部市教育委員会、1984年に概報刊行）[3][1]。
- 1992年（平成4年）5月6日、「聖塚・菖蒲塚古墳」として国の史跡に指定[1]。

## 一覧

### 聖塚古墳
聖塚古墳（ひじりづかこふん）は、方墳。1891年（明治24年）に遺物が出土し、1983年度（昭和58年度）に試掘調査が実施されている。

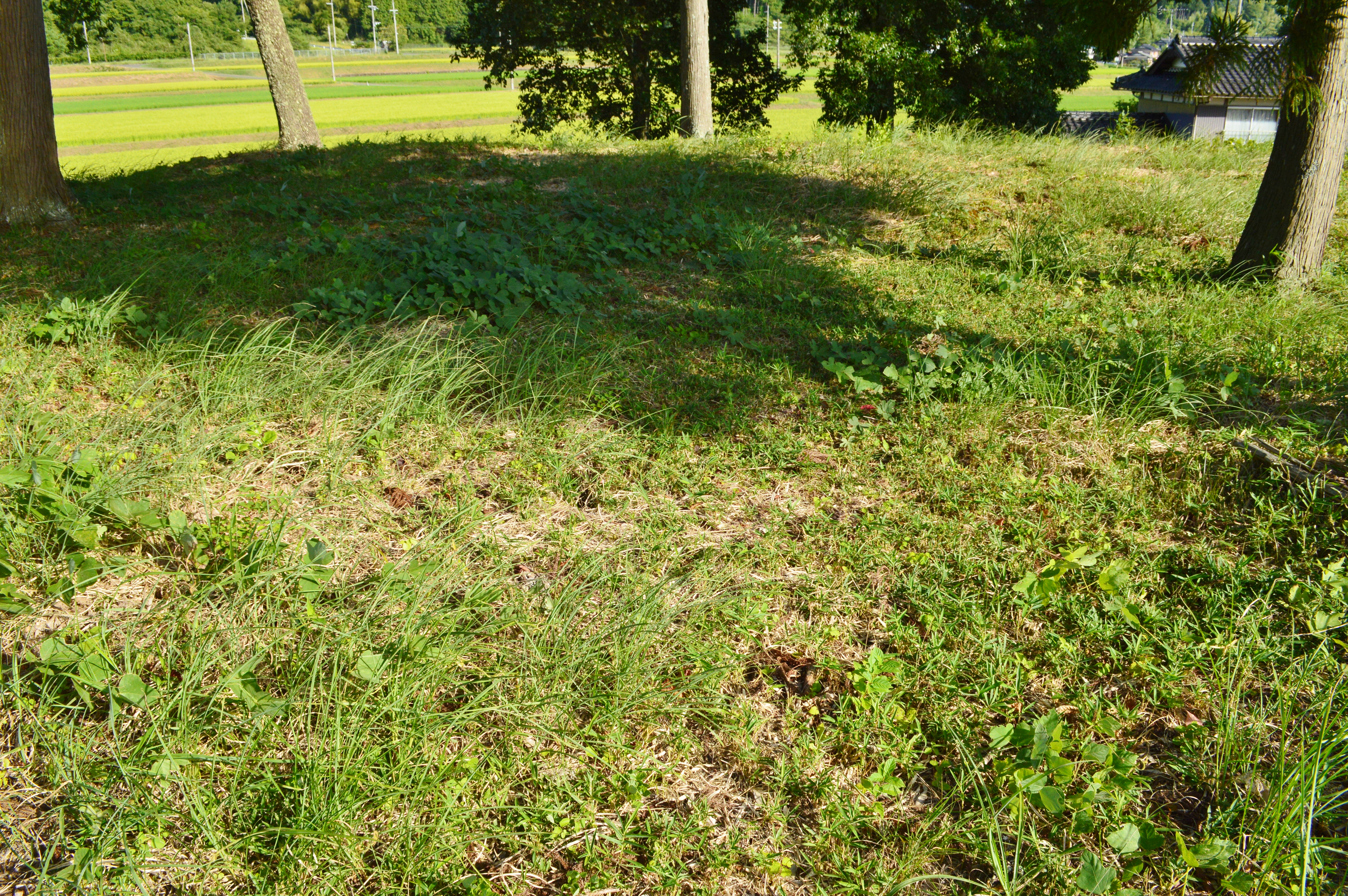
墳頂

墳形は方形で、東西54.2メートル・南北54.0メートル、高さ7.0メートルを測る。墳丘は2段築成。墳丘外表では葺石・円筒埴輪列（朝顔形埴輪含む、体部外面に黒斑）のほか、形象埴輪（蓋形・短甲形埴輪）が認められる。墳丘南側では造出が認められており、造出を含めた墳丘長は59.0メートルを測る。また墳丘周囲には周濠が巡らされる。埋葬施設は石室状施設内における粘土槨と推測される。出土品としては埴輪のほか、前述の明治期出土の副葬品がある。以上より、築造時期は古墳時代中期の5世紀前半頃と推定される。
1891年（明治24年）の主な出土品は次の通り。
- 鏡片 1面
- 冑残片
- 短甲残片
- 鉄鉾 1口
- 鉄刀・剣 数10片
- 鉄鏃
- 勾玉 1箇
- ガラス玉 30余箇

- 墳頂

### 菖蒲塚古墳
菖蒲塚古墳（あやめづかこふん）は、方墳。1983年度（昭和58年度）に試掘調査が実施されている。
墳形は方形で、東西32.3メートル・南北32.0メートル、高さ5.1メートルを測り、聖塚古墳に比べて一回り小さい規模になる。墳丘は2段築成。墳丘外表では葺石・円筒埴輪列（朝顔形埴輪含む、体部外面に黒斑）が認められる。墳丘南側では造出が認められており、造出を含めた墳丘長は38.0メートルを測る。造出はその基部に台状の張り出しを伴う特異な2重形態であり、聖塚古墳とは様相を異にする。埋葬施設は明らかでない。以上より、築造時期は聖塚古墳と同様の古墳時代中期の5世紀前半頃と推定される（聖塚古墳に先行か）。

## 文化財

### 国の史跡
- 聖塚・菖蒲塚古墳 - 1992年（平成4年）5月6日指定[1]。

## 関連文献
（記事執筆に使用していない関連文献）
- 「多田村方形墳」『京都府史蹟勝地調査會報告 第一冊』京都府、1919年。 - リンクは国立国会図書館デジタルコレクション。
- 『聖塚・菖蒲塚試掘調査概報（綾部市文化財調査報告 第11集）』綾部市教育委員会、1984年。
- 阪口英毅・下垣仁志・諫早直人「綾部市聖塚古墳出土遺物報告 -京都大学総合博物館所蔵資料-」『古代学研究』第197号、古代学研究会、2013年、37-46頁。